# Mlýnský Rybník
Mlýnský Rybník är en sjö i Tjeckien.   Den ligger i regionen Södra Mähren, i den sydöstra delen av landet, 230 km sydost om huvudstaden Prag. Mlýnský Rybník ligger 157 meter över havet. Arean är 0,70 kvadratkilometer. Omgivningarna runt Mlýnský Rybník är en mosaik av jordbruksmark och naturlig växtlighet. Den sträcker sig 1,0 kilometer i nord-sydlig riktning, och 1,2 kilometer i öst-västlig riktning.